# الکالا، بایه دل کائوکا
الکالا، وال دل کاوسا (به اسپانیایی: Alcalá, Valle del Cauca) یک سکونتگاه مسکونی در کلمبیا است که در بخش بایه دل کائوکا واقع شده‌است.

## خصوصیات
الکالا ۶۱ کیلومترمربع مساحت و ۱۶٬۴۴۸ نفر جمعیت دارد و ۱٬۲۹۰ متر بالاتر از سطح دریا واقع شده‌است.